# Charles Hedges
Charles Hedges (1649/50 - 10 juin 1714), avocat et homme politique anglais de Compton Bassett, dans le Wiltshire. Il est juge de la Haute Cour d'amirauté de 1689 à 1714, puis est l'un des secrétaires d'État de la reine Anne. 

## Biographie
Il est le fils de Henry Hedges de Wanborough, Wiltshire, et de sa femme Margaret, fille de Richard Pleydell de Childrey, Berkshire. Il fait ses études à Magdalen Hall, Oxford (matricule 1666, BA 1670, MA du Magdalen College 1673 et DCL avec le soutien du duc d'Ormonde, chancelier de l'université en 1675). Il est nommé chancelier et vicaire général du diocèse de Rochester en 1686, où il est avocat de la modération à une époque fiévreuse et maître des facultés puis juge de la Cour d'amirauté sous Guillaume III, succédant à Richard Raines le 1er juin 1689, poste qu'il occupe jusqu'à sa mort. Son expertise est au service du Parlement à de nombreuses occasions. Il est fait chevalier peu de temps après son arrivée dans le poste, le 4 juin 1689. 
Il est nommé député d'Orford en 1698 sous le patronage du duc d'Ormonde qui est chancelier d'Oxford mais après la présentation de contre-pétitions, Hedges et ses collègues sont destitués par un comité électoral (1er février 1700), décision confirmée par la Chambre à la majorité d'une voix (10 février). 
Au cours du bref parlement de février 1701, Hedges siège pour Douvres et aux élections de novembre 1701, il est réélu à Malmesbury et à Calne. Ses opposants tentent de le chasser des deux places et l'élection de Calne est annulée, mais la pétition contre son élection pour Malmesbury échoue. Lors de l'élection d'août 1703, il est à nouveau réélu pour Calne et Malmesbury et choisit de siéger pour Calne. Il se présente sans succès dans la circonscription de Calne en 1705 et 1708, mais conserve un siège au parlement, puisqu'il est réélu trois fois (1705, 1708, 1710) pour West Looe et une fois (1713) pour East Looe. 
Il est un partisan des conservateurs à la Cour, un client de Lord Rochester aux yeux de ses contemporains, mais avec un talent manifeste en tant qu'avocat civil qui vote généralement dans selon son opinion personnelle. Principalement sous l'influence de Laurence Hyde (1er comte de Rochester), il est secrétaire d'État et conseiller privé (5 novembre 1700). Il est autorisé, par décision spéciale du roi, à rester juge à la Cour de l'Amirauté le 29 décembre 1701. La duchesse de Marlborough, défendant les Whigs, déclare à son sujet: "Il n'a aucune capacité, aucune qualité ni intérêt, il n'aurait jamais pu occuper ce poste, mais tout le monde sait que mon seigneur Rochester ne se soucie de rien, tant qu’il est un homme, pense-t-il, qui dépendra de lui "". Il assiste la reine Anne à Bath en août 1702 et pendant une courte période (avril à mai 1704), il est déclaré secrétaire unique, à la fois national et étranger, jusqu'à ce qu'un successeur soit nommé au comte de Nottingham. 
Au cours de l'année 1706, les Whigs s'efforcent en permanence d'éliminer Hedges de ses fonctions pour faire de la place au comte de Sunderland, et la reine se soumet enfin. Le changement est annoncé le 8 décembre 1706, mais Hedges est apaisé par la promesse d'une nomination à la cour des prérogatives de Cantorbéry, décrétée en janvier 1711 par Richard Raines lors de ses vacances. 
Hedges siège dans la commission pour la reconstruction de la Cathédrale Saint-Paul de Londres. En novembre 1711, il est censé être nommé troisième plénipotentiaire chargé de négocier le traité d'Utrecht, mais la nomination ne s'est pas faite. 
La résidence principale de Hedges est située à Richmond Green, dans le Surrey, en 1696 mais en 1700, il acquiert la propriété de Compton Camberwell, située à Compton Bassett, dans le Wiltshire, près de sa circonscription de Calne. Il est enterré à Wanborough. 

## Famille
La veuve de Hedges, Eleanor, fille de George Smith, un surveillant de Londres, décède en 1733 et est également enterrée à Wanborough. Ils ont une fille Anne et trois fils, Henry, William et Charles. 
Son cousin, William Hedges (administrateur colonial) (en), directeur de la Banque d'Angleterre, dirige "l’usine" de la compagnie du Levant à Constantinople. 